# Прямой осмос
Прямой (также естественный или обычный) осмос — осмотический процесс, в котором растворитель (обычно вода), отделённый от раствора полупроницаемой мембраной, самопроизвольно переходит через мембрану в сторону раствора.

## Опреснение воды с использованием прямого осмоса
Суть процесса состоит в следующем: с одной стороны полунепроницаемой мембраны находится солёная вода, которую нужно опреснить; с другой стороны мембраны — концентрированный раствор специально подобранного вещества. Под действием сил прямого осмоса пресная вода просачивается сквозь мембрану со стороны солёной воды в сторону концентрированного раствора, разбавляя его. После чего меняют температуру полученного раствора, вещество покидает (разлагается либо выпадает в осадок) раствор, и в итоге получается раствор концентрации меньшей, чем исходная солёная вода.
Далее уже полученный раствор подвергается опреснению тем или иным методом, — в том числе можно использовать метод, описанный выше, — но теперь для приготовления концентрированного раствора используется другое специально подобранное вещество. Так как концентрация растворённых веществ в полученном растворе ниже, чем в исходном, то дальнейшее его опреснение требует меньших затрат энергии (например, при использовании метода обратного осмоса). В результате использования данного метода часть дорогостоящей электрической энергии заменяется на дешёвую низкопотенциальную (порядка 100 °C) тепловую энергию (в частности, солнечную).
Пример 1
Берётся концентрированный раствор карбоната аммония, который находится по другую сторону полупроницаемой мембраны от солёной воды. Пресная вода проникает в раствор карбоната аммония, разбавляя его. Затем раствор карбоната аммония нагревается до температуры 60-80 °С, карбонат аммония разлагается и покидает раствор, — и в итоге получается почти дистиллированная вода. Её можно дополнительно опреснить или использовать без обработки в целях орошения. Карбонат аммония при этом регенерируется и используется многократно.
Пример 2 — получение питьевой воды из пресной непитьевой воды
С одной стороны полупроницаемой мембраны находится сироп глюкозы, сахарозы или подобного им вещества. С другой стороны мембраны подаётся непитьевая пресная вода, к примеру, загрязнённая бактериями. Пресная вода просачивается сквозь мембрану, при этом вирусы и бактерии проникнуть через неё не могут. В результате получается подслащённая питьевая вода. Этот метод, спасающий людей от обезвоживания, применяется в экстренных случаях, например, при стихийных бедствиях.